# (2) Pallas
(2) Pallas er en asteroide, som befinder sig i asteroidebæltet mellem Mars og Jupiter. Den blev opdaget den 28. marts 1802 af H. W. Olbers og den var dermed den anden asteroide som blev opdaget.
Pallas er det tredjestørste objekt i asteroidebæltet, og den indeholder omkring 7% af den samlede masse i asteroidebæltet. Pallas blev i starten opfattet som en planet, sammen med Ceres, Juno og Vesta, indtil man opdagede mange andre asteroider. Derefter blev de omklassificeret til asteroider. Pallas er med sin banehældning på 34,8° meget skæv i forhold til asteroidebæltets hovedplan, og dens baneexcentricitet er næsten lige så stor som Plutos. Overfladen består af silicium materiale, med et spektrum der er magen til karbonatholdige meteoritter.

## Historiske observationer
Under sin søgen efter Ceres bemærkede Olbers et andet objekt flytte sig på himlen. Dette var Pallas, som tilfældigvis passerede tæt forbi Ceres på det tidspunkt. Opdagelsen af Pallas skabte stor interesse blandt astronomer. Der havde tidligere været spekulationer om, hvorvidt der fandtes en planet mellem Mars og Jupiter, men nu havde man pludselig fundet to.
Pallas' bane blev bestemt af Gauss, som fandt frem til at den sideriske omløbstid på 4,6 år svarede til den sideriske omløbstid for Ceres, men modsat Ceres havde Pallas en relativ høj banehældning.
I 1917 begyndte den japanske astronom Kiyotsugu Hirayama, at studere asteroidernes bevægelse. Ved at tegne et sæt asteroider ind, baseret på deres banebevægelse, banehældning og baneexcentricitet, fandt han forskellige adskilte grupper af asteroider. I en senere udgivelse rapporterede han om en gruppe på tre asteroider, som er tilknyttet Pallas. Denne gruppe fik navnet Pallas familien, navngivet efter Pallas, som var den største asteroide i gruppen. Siden 1994 er der blevet identificeret mere end 10 medlemmer (asteroider med en halv storakse på 2,5 – 2,82 AU og en banehældning på 33 – 38°) af denne familie. Eksistensen af familien blev endelig blevet bekræftet i 2002, ved at sammenligne deres spektrum.
Pallas er flere gange blevet observeret mens den passerede forbi en stjerne. Den bedste af disse observationer er fra den 29. maj 1983, hvor nøjagtige beregninger gjorde 140 astronomer i stand til at observere forbipasseringen. Disse observationer har hjulpet med at bestemme en præcis diameter. Under en forbipassering af en stjerne den 29. maj 1979, blev der rapporteret om en mulig drabant på omkring 1 km, som kredsede omkring Pallas, men observationen er aldrig blevet bekræftet.
Der har endnu ikke været nogle teleskopobservationer af Pallas, som har kunne vise træk på overfladen. Pallas har heller ikke haft besøg af nogle rumsonder endnu, men hvis Dawn-sonden succesfuldt får observeret Ceres og Vesta, bliver dens mission muligvis forlænget til Pallas. Grundet Pallas' banehældning, er det mere besværligt for en sonde at nå ud til den, end til de andre asteroider.

## Karakteristika
Pallas er som det tredjestørste objekt i asteroidebæltet, nogenlunde magen til Vesta i rumfang, men væsentligt lettere. For sammenligning, så er Pallas' masse kun omkring 0,3% af månens masse. Vesta og Pallas har fra tid til anden begge haft titlen som det andenstørste objekt i asteroidebæltet.
Pallas er længere væk fra Jorden og har et langt lavere albedo end Vesta, og som konsekvens deraf er den mere lyssvag. Rent faktisk så overgår den langt mindre asteroide (7) Iris, lige præcis Pallas i størrelsesklasse ved opposition. Pallas' gennemsnitlige størrelsesklasse ved opposition er +8.0, hvilket gør den synlig i 10x50 kikkerter, men modsat Ceres og Vesta, vil det kræve kraftigere optik for at se den ordentligt, da dens størrelsesklasse kan falde helt ned til +10,6. Når Pallas ved sjældne lejligheder står modsat solen, samtidig med den er tættest på, kan den dog komme helt ned på størrelseklasse +6,4.
Der er nogle teorier omkring de største asteroider, såsom Pallas, som siger at disse asteroider er protoplaneter. Under solsystemets planetdannelsesstadie, voksede objekterne i størrelse ved at flere mindre objekter samlede sig til større. Mange af de objekterne som havde samme størrelse som Ceres og Pallas, blev dannet ved at de største objekter stødte sammen og dannede planeter. Andre protoplanter blev ødelagt ved sammenstødene og blev til små asteroidestykker. Pallas menes at have overlevet denne tidlige planetdannelsesfase.
Pallas har i forhold til sin størrelse, en række usædvanlige dynamiske egenskaber. Dens bane er meget skæv og elliptisk, til trods for sin placering i samme afstand til solen, som resten af asteroidebæltet. Foruden det, har den en aksehældning på omkring 60°, hvilket betyder at sommer og vinter (tidspunkter med konstant sol, eller konstant mørke) på Pallas varer omkring et jordår.
Ved hjælp af spektroskopiske observationer, har man fundet ud af, at hovedparten af Pallas' overflade består af silikater med et lavt indhold af jern og vand. Mineraler af denne type inkluderer olivin og pyroksen, som findes i kondrit-meteoritter. Der er indikationer på, at overfladen på Pallas er meget lig overfladen på den kulstofholdige meteorit Renazzo. Renazzo-meteoritten blev opdaget i Italien i 1824 og den er blandt de mest primitive meteoritter man kender.